# Batomys salomonseni
Batomys salomonseni — один із п'яти видів гризунів роду Batomys. Цей вид зустрічається тільки на Філіппінах. Вид зустрічається в гірських і мохових лісах.

## Морфологічні особливості
Дрібний гризун з довжиною голови і тіла від 174 до 191 мм, довжиною хвоста від 120 до 167 мм, довжиною стопи від 34 до 41 мм, довжиною вуха від 19 до 24 мм і вагою до 205 г. Шерсть зазвичай кудлата і шерстиста, у деяких особин більш гладка. Верхні частини темно-коричневі, деякі волоски мають рудуваті кінчики, боки світліші, з жовто-коричневими відблисками, а черевні частини жовтуваті, основа волосків сіра. На лапах є темна смуга, яка тягнеться від зап'ястя і п'яти до основи пальців, решта біла. Вуса дуже довгі. Хвіст коротший за голову й тулуб, рівномірно чорнувато-бурий і помірно вкритий шерстю.

## Спосіб життя
Це нічний і наземний вид. Харчується частинами рослин і насінням.